# Charnian Supergroup
Die Charnian Supergroup ist eine vulkano-sedimentäre Schichtenabfolge im Neoproterozoikum des Charnwood-Terrans (Teil des Avalon-Terrans) in Großbritannien. Sie enthält bedeutende, zu den Ediacara-Biota gehörende Fossilien.

## Etymologie und Vorkommen
Die Charnian Supergroup wurde nach ihrer Typlokalität im Charnwood Forest bei Leicester benannt, in dem sie in einem Grundgebirgsaufbruch in einzelnen, teils voneinander isolierten Vorkommen unterhalb der Winkeldiskordanz der triassischen Mercia Mudstone Group ansteht. Das englische Wort Charnwood leitet sich seinerseits vom keltischen carn (Steinmännchen) und altenglisch wudu (Wald) ab.
Ganz ähnliche, felsische Tuffe vergleichbaren Alters konnten bei Orton (30 Kilometer südöstlich) und bei Glinton (50 Kilometer östlich) unterhalb der Sedimentbedeckung erbohrt werden.

## Stratigraphie

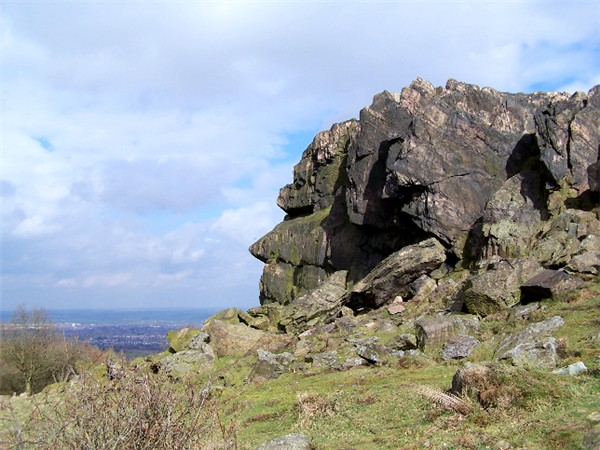
Beacon Hill Formation am Beacon Hill im Bradgate Park

Die rund 3200 Meter mächtige Charnian Supergroup besteht vorwiegend aus vulkanischen Tuffen, Peliten und Grauwacken. Untergeordnet treten auch Rutschungsbrekzien, vulkanische Brekzien, Quarzarenite und Konglomerate auf.
Die Supergroup kann wie folgt gegliedert werden (vom Hangenden zum Liegenden):
- Brand Group
  - Swithland Formation
  - Brand Hills Formation
  - Hanging Rocks Formation
- Maplewell Group
  - Bradgate Formation
    - Hallgate Member
    - Sliding Stones Slump Breccia Member

  - Beacon Hill Formation
- Blackbrook Group
  - Blackbrook Reservoir Formation
  - Ives Head Formation
    - South Quarry Breccia Member
    - Lubcloud Greywackes Member
    - Morley Lane Tuffs Member (auch Morley Lane Volcanic Formation)[3]

Die über 1400 Meter mächtige Blackbrook Group und die bis zu 2000 Meter mächtige Maplewell Group sind moderat tiefmarinen Ursprungs (Ablagerungstiefe > 50 Meter) und werden weitgehend von Pyroklastika dominiert, welche durch Tuff- und Trübeströme in der Nähe von aktiven Vulkanzentren untermeerisch abgelagert wurden. Die Vulkanzentren bildeten Teil eines auf juveniler, kontinentaler Kruste aufsitzenden, kalkalkalischen Inselbogens. Die beiden Gruppen bestehen vorwiegend aus vulkanischen Agglomeraten, Tuffen und Laven mit eingeschalteten Brekzien.
In feinkörnigere, vulkanoklastische Lagen sind teilweise Überreste der Ediacara-Biota eingelagert – mit Wedeln von Charnia masoni und Bradgatia linfordensis sowie Haftscheiben von Charniodiscus concentricus. Die Biota finden sich in der Blackbrook Group und in der Maplewell Group, insbesondere im Hallgate Member der Bradgate Formation.
Beispiele für Vulkankomplexe sind bei Whitwick und am Bardon Hill aufgeschlossen, erkennbar an der Intrusion von sauren bis intermediären Quarz-Feldspat-Porphyren in vulkanische Brekzien und Tuffe.
Die abschließende Brand Group ist nicht vulkanischen Ursprungs und dokumentiert den Übergang zu Konglomeraten und Sandsteinen des strandnahen Flachseebereichs. Letztere werden aber auch als alluviale Sedimente fluviatilen Ursprungs gedeutet.

### Blackbrook Group
Die 1430 Meter mächtig werdende Blackbrook Group steht im nordwestlichen Kern der Antiklinale an. Sie baut sich vorwiegend aus Tuffen auf, in die Turbidite und untermeerische Massenströme eingeschaltet sind. Die Gruppe umfasst die mindestens 820 Meter mächtige Ives Head Formation und die 610 Meter mächtige Blackbrook Reservoir Formation.
Die Ives Head Formation wird in drei Member unterteilt. Das 238 Meter mächtige Morley Lane Tuffs Member an der Basis der aufgeschlossenen Schichtenabfolge besteht mehrheitlich aus grobkörnigen, kristallinen Tuffen rhyolithischer Zusammensetzung, aus Staubtuffen und pelitischen Tuffen. Die rund 550 Meter mächtigen, mittel- bis feinkörnigen Grauwacken des Lubcloud Greywackes Member setzen sich aus lithischen Fragmenten magmatischen Ursprungs zusammen. Die Grauwacken können gelegentlich auch grobkörnigen Charakter annehmen, vereinzelte pelitische Tufflagen sind ebenfalls vorhanden. Das 32 Meter mächtige South Quarry Breccia Member entstand durch untermeerische Rutschung und wird von Tuffen dominiert – rhyolithische Staubtuffklasten in einer Matrix aus gröberen, angewitterten Rhyolithtuffen.
In der Ives Head Formation treten mit den Ivesheadiomorpha bereits die ersten Ediacara-Biota auf. Insgesamt wurden bisher 49 Fossilformen entdeckt, darunter Ivesheadia lobata, Shepshedia palmata und Blackbrookia oaksi. Es handelt sich hier aber nicht immer um eigene Taxa, sondern oft nur um spezielle,  taphonomische Sonderformen.
Die Blackbrook Reservoir Formation wird nicht in Member unterteilt. Sie enthält im Wesentlichen tuffige Pelite und rhyolithische Staubtuffe, die sich mit dünnen, grobkörnigen Rhyolithtuffen verzahnen. 210 Meter über der Formationsbasis schaltet sich eine markante, 30 Meter mächtige Lage mit sehr stark verwitterten, sehr grobkörnigen Tuffen ein.

### Maplewell Group
Die überlagernde Maplewell Group legt sich hufeisenförmig im Osten, Süden und Westen um den Kern der Charnwood-Antiklinale. Sie beginnt mit der 1119 bis 1347 Meter mächtigen Beacon Hill Formation, die sich in vier Member unterteilen lässt (vom Hangenden zum Liegenden):
- Tuffaceous Pelites Member
- Sandhills Lodge Member
- Beacon Fine-grained Tuffs Member
- Benscliffe Member

Die Beacon Hill Formation besteht vorwiegend aus Tuffen dazitischer Zusammensetzung, die durch Wellengang wiederaufgearbeitet wurden. Ferner finden sich zusammen mit Lavaströmen subaerische und submarine Massenströme, welche alle einem proximalen Vulkanzentrum entstammen. In den Sedimenten lassen sich Spurenfossilien wie beispielsweise Bauten von Planolites erkennen. Zur Seite verzahnt die Beacon Hill Formation mit den Pyroklastika der Charnwood Lodge Volcanic Formation.
Die anschließende, 190 bis 530 Meter mächtige Bradgate Formation besteht aus zwei Member. Das Sliding Stones Member an der Basis ist eine sehr markante Lage, die sich aus einer Rutschungsbrekzie zusammensetzt. Darüber folgt das Hallgate Member, das aus einer groben Tuffbrekzie und überlagernden, grünen und grauen Feintuffen aufgebaut wird. Letztere enthalten Einschaltungen von grobkörnigen Rippellagen und Rutschungshorizonten. In diesem Niveau treten zusammen mit horizontalen Wurmbauten die berühmten Ediacara-Biota auf, die auf den Schichtflächen feinkörniger Lagen als Epirelief erhalten sind.

### Brand Group
Die abschließende Brand Group folgt mit einer Schichtlücke (Hiatus) auf die unterlagernde Maplewell Group und ist nur an der östlichen und südlichen Flanke der Charnwood-Antiklinale aufgeschlossen. Sie beginnt mit der Hanging Rocks Formation, die mit einem bis zu 47 Meter mächtigen Konglomerat, dem Hanging Rocks Conglomerate, einsetzt. Darüber legen sich 30 Meter an dunkelroten bis purpurfarbenen Peliten mit vereinzelten, dünnen, gröberen Grauwackenlagen. Die ebenfalls durch eine Schichtlücke abgetrennte Brand Hills Formation führt das bis zu 5 Meter mächtige Swithland Camp Member an ihrer Basis, das rote, wiederaufgearbeitet Siltsteinklasten aus der Hanging Rocks Formation enthält, welche in eine Siltsteinmatrix geringen Reifegrades eingebettet sind. Das folgende Stable Pit Member wird bis zu 30 Meter mächtig. Seine Zusammensetzung ändert sich in der Horizontalen von einem Quarzarenit zu einer Grauwacke. Die ersten Spurenfossilien des Arenicolites-Typus treten 5 Meter oberhalb der Basis auf. Die Brand Group endet mit der Swithland Formation, die schiefrig ausgebildet ist, insbesondere in ihrem oberen, tonreichen Anschnitt. Sie führt purpurfarbene und grüngraue Tone, die sich mit Siltlagen ablösen. Bemerkenswert sind die Spreitenbauten des Spurenfossils Teichichnus. Da dieses Ichnotaxon nur ab dem Kambrium auftritt, darf angenommen werden, dass die Präkambrium-Kambrium-Grenze innerhalb oder kurz unterhalb der Swithland Formation verläuft.

## Interpretation
Die Charnian Supergroup dokumentiert offensichtlich die relativ rasche Erosion eines in einem Vulkanbogen gelegenen Eruptionszentrums, dessen Verwitterungsprodukte sich mit Beckensedimenten des Bogens abwechseln. Ein aktualistisches Beispiel für die damals herrschenden Verhältnisse ist die vulkanische Insel Montserrat im Karibikbogen.

## Intrusiver Magmatismus
Die beiden Magmenzentren innerhalb der Charnian Supergroup mit Laven und Intrusionen in höhere Stockwerke (so genannte Porphyroide) sind andesitischer bis rhyodazitischer Zusammensetzung. Die mafischeren Lavaserien zeichnen sich durch eine Anreicherung der LIL-Elemente Kalium, Rubidium, Barium und Thorium und durch eine Abreicherung der HFS-Elemente Niob, Tantal, Zirkonium und Yttrium gegenüber MORB aus.
Nach ihrer Ablagerung wurde die Charnian Supergroup von zwei Magmenserien intrudiert, die sich geochemisch und gefügekundlich voneinander unterscheiden. Die älteren, im Kernbereich der Charnwood-Antiklinale anstehenden North Charnwood Diorites, vorwiegend mafische Diorite, sind geochemisch dem oberen Abschnitt der vulkanosedimentären Abfolge sehr ähnlich. Die jüngeren, am Südrand der Antiklinale anstehenden South Charnwood Diorites werden durch ihre granophyrische Struktur gekennzeichnet. Ihre geochemische Signatur ist kalkalkalisch mit hohem Kaliumgehalt (engl. high-K calcalkaline). Pharaoh und Kollegen (1987) erklären diesen Wechsel in der Magmenzusammensetzung  mit einer Krustenverdickung gegen Ende des Neoproterozoikums.
Vergleichbare, granophyrische Diorite intrudierten auch die endneoproterozoische Vulkanserie (Chaldecote Formation) von Nuneaton.

## Geodynamik

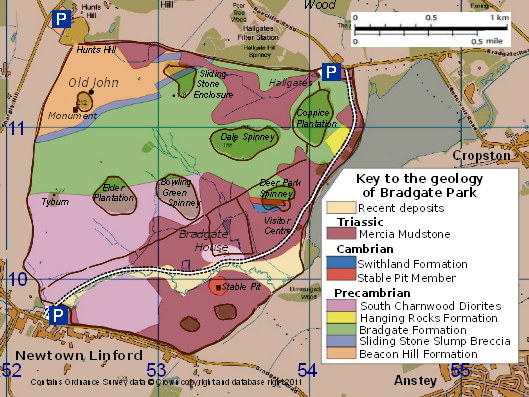
Geologische Karte des am Südostende der Antiklinale gelegenen Bradgate Park

Noch vor der Sedimentation der basalen unterkambrischen Quarzite, die bei Nuneaton aufgeschlossen sind, wurde die Abfolge deformiert und metamorphosiert. Regional entstand eine breite, nach Südost abtauchende Antiklinale, an der die einzelnen Formationen der Supergroup aufgeschlossen sind. Aufgrund rechtsverschiebender Transpression wurden die Sedimente engstehend verfaltet und verschiefert. Die begleitende Metamorphose erreichte die untere Grünschieferfazies. Die physikalischen Bedingungen konnten anhand neugebildeter Glimmer auf Westnordwest bis Westsüdwest streichenden Schieferflächen ermittelt werden. Sie erreichten 350 °C bei einer Tiefe von rund 10 Kilometer oder  entsprechende 0,35 GPa.
Diese frühe Verformung noch vor der Sedimentation des Unterkambriums wird jedoch mittlerweile in Frage gestellt. So konnten Carney und Kollegen (2008) zeigen, dass die Schieferung während der Schlussphase der Kaledonischen Gebirgsbildung (Akadische Orogenese) gegen Ende des Silurs zwischen 420 und 416 Millionen Jahren angelegt worden war. Die Verformungen stehen somit generell im Kontext der Subduktion des Iapetus-Ozeans unter den östlichen Kontinentalrand von Laurentia, die an der Silur-Devon-Grenze mit dem Andocken Avalonias an Laurentia endete. Diese Kollision vereinigte die Landmassen des südlichen  Großbritanniens mit Schottland.
Das Grundgebirge wurde während des Perms und mit Beginn der Trias regional zu einem Paläorelief (mit teils recht steilen Paläotälern) eingeebnet und sodann von der Mercia Mudstone Group des Keupers transgrediert.

## Alter
Ein Minimalalter von 603 ± 2 Millionen Jahre BP (Ediacarium) konnte bei Nuneaton an einem intrusiven Diorit für die Supergroup ermittelt werden. Bohrungen bei Orton erbrachten für felsische Tuffe ein Alter von 612 ± 21 Millionen Jahre BP und 616 ± 6 Millionen Jahre BP bei Glinton.
Compston und Kollegen (2002) fanden Zirkonalter um 1600 Millionen Jahren BP, die noch wesentlich ältere Ausgangsgesteine (Mesoproterozoikum und Paläoproterozoikum) für die Charnian Supergroup vermuten lassen.
Neuere Datierungen durch Noble und Kollegen (2014) an Zirkonpopulationen ergaben mittels der U-Pb-Methode für die Basis der Supergroup (Ives Head Formation) ein Maximalalter von 611 und ein Minimalalter von 569,1 ± 0,9 Millionen Jahre BP. Die im Hangenden der Maplewell Group folgende Hanging Rocks Formation datierten die Autoren mit 604 bzw. 557 Millionen Jahre BP. Sie betrachten somit das Intervall 569 bis 557 Millionen Jahre BP als Zeitraum der Ablagerung der Blackbrook Group und der Maplewell Group. Für den klassischen Horizont der Ediacara-Biota (Bradgate Formation) geben sie 561,9 ± 0,9 Millionen Jahre BP an.
Dieses weitaus jüngere Alter bestätigte auch das Ergebnis von Compston  und Kollegen (2002), die für Tuffe der Beacon Hill Formation ein vergleichbares Alter von 559,3 ± 2 Millionen Jahre BP ermitteln konnten. Die Autor zeigten nebenbei, dass die South Charnwood Diorites jünger als die Beacon Hill Formation sein müssen – ein Resultat, das somit die bisher akzeptierten 603 Millionen Jahre BP für die korrelierbaren Diorite von Nuneaton in Frage stellt.